# Lethal Injection
| Críticas profissionais | Críticas profissionais |
| Avaliações da crítica  | Avaliações da crítica  |
| Fonte                  | Avaliação              |
| ---------------------- | ---------------------- |
| Allmusic               | [ 1 ]                  |
| The Austin Chronicle   | [ 2 ]                  |
| Entertainment Weekly   | (B)                    |
| Los Angeles Times      | [ 4 ]                  |
| Robert Christgau       | [ 5 ]                  |
| Rolling Stone          | [ 6 ]                  |
| The Source             | [ 7 ]                  |

Lethal Injection é o quarto álbum solo do rapper Ice Cube, lançado pela Priority Records em 7 de dezembro de 1993. Assim como seus trabalhos anteriores foi um sucesso comercial, mas foi fortemente criticado pelo fato do conteúdo sócio-político estar enfraquecido em relação ao primeiros álbuns. Os elogios do álbum aumentaram com o tempo, com a MTV reconhecendo-o como um clássico em 2006. Lethal Injection possui os singles "Really Doe", "You Know How We Do It" e "Bop Gun (One Nation)", este último feito com a participação especial de George Clinton se tornou um hit na MTV. 
Lethal Injection estreou na quinta posição da Billboard 200 com 251.000 cópias vendidas na primeira semana. O álbum vendeu mais de 1.832.064 de cópias e foi certificado como disco de platina pela RIAA.

## Visão geral
Em Lethal Injection, Ice Cube se despede das suas músicas de forte conteúdo político e social, largamente vistas nos seus álbuns anteriores. O álbum apresenta uma postura mais gangsta, apesar de haver músicas com tópicos sociais, como "Cave Bitch", onde Cube fala das mulheres brancas que perseguem homens negros bem sucedidos como troféus. Em "Lil' Ass Gee" ele conta a história de um adolescente que segue seu irmão mais velho numa vida de crime e pouca esperança. Ice Cube expressa sua própria opinião sobre religião e raça em "When I Get to Heaven".
Com uso de sintetizadores hipnóticos, baterias fortes, e baixos profundos, o álbum apresenta um som mais g-funk do que o som denso e ruidoso dos seus primeiros álbuns. Provavelmente, Ice Cube tomou a decisão de usar do estilo G-funk depois de ver o sucesso que os álbuns The Chronic e Doggystyle, ambos produzidos por seu ex-companheiro de banda Dr. Dre, fizeram no mercado. A capa do álbum mostra Ice Cube injetando uma seringa carimbada com seu símbolo em seu filho.
Em 1999, a música "Down for Whatever" figurou na trilha sonora do filme Office Space.

## Faixas
- Lançamento original.

| N.º | Título                                            | Produtor(es)              | Duração |  |
| 1.  | "The Shot (Intro)"                                | Sir Jinx                  | 0:54    |  |
| 2.  | "Realy Doe"                                       | Derrick McDowell, Lay Law | 4:28    |  |
| 3.  | "Ghetto Bird"                                     | QDIII                     | 3:50    |  |
| 4.  | "You Know How We Do It"                           | QDIII                     | 3:52    |  |
| 5.  | "Cave Bitch"                                      | Brian G                   | 4:17    |  |
| 6.  | "Bop Gun (One Nation) (featuring George Clinton)" | Ice Cube, QDIII           | 11:05   |  |
| 7.  | "What Can I Do?"                                  | 88 X Unit                 | 4:50    |  |
| 8.  | "Lil' Ass Gee"                                    | Sir Jinx                  | 4:04    |  |
| 9.  | "Make It Ruff, Make It Smooth (featuring K-Dee)"  | QDIII                     | 4:23    |  |
| 10. | "Down for Whatever"                               | Madness 4 Real            | 4:39    |  |
| 11. | "Enemy"                                           | Madness 4 Real            | 4:50    |  |
| 12. | "When I Get to Heaven"                            | Brian G                   | 5:00    |  |

## Faixas bônus do relançamento de 2003
1. "What Can I Do? (Westside Remix)" - 4:27
2. "What Can I Do? (East Side Remix)" - 4:46
3. "You Know How We Do It (Remix)" - 4:23
4. "Lil' Ass Gee (Eerie Gumbo Remix)" - 5:21

## Lista parcial de samples
Really Doe
"Intro from the Film: American Me"
- "You Gotta Believe" de The Pointer Sisters
- "Lick the Balls" de Slick Rick

You Know How We Do It
- "The Show Is Over" de Evelyn King
- "All Night Long" de Mary Jane Girls
- "Summer Madness" de Kool & The Gang

Bop Gun (One Nation)
- "One Nation Under A Groove" de Funkadelic

Lil' Ass Gee
- "La Di Da Di" de Slick Rick, e Doug E. Fresh

When I Get to Heaven
- "Inner City Blues" de Marvin Gaye

Ghetto Bird
- "Atomic Dog" de George Clinton

Cave Bitch
- "Horny Lil Devil" de Ice Cube

## Singles do álbum
"Really Doe"
- Lançado: 1993
- Lado-B: "My Skin Is My Sin"

"You Know How We Do It"
- Lançado: Fevereiro de 1994
- Lado-B: "2 'N The Morning"

"Bop Gun (One Nation)"'
- Lançado: Agosto de 1994
- Lado-B: "Down For Whatever"

## Posição nas paradas
| Ano  | Álbum            | Posição       | Posição                |
| Ano  | Álbum            | Billboard 200 | Top R&B/Hip Hop Albums |
| 1993 | Lethal Injection | #5            | #1                     |

## Posição dos singles
| Ano  | Canção                  | Posição           | Posição                          | Posição         | Posição |
| Ano  | Canção                  | Billboard Hot 100 | Hot R&B/Hip-Hop Singles & Tracks | Hot Rap Singles |         |
| 1993 | "Really Doe"            | #54               | #30                              | #3              |         |
| 1994 | "You Know How We Do It" | #30               | #21                              | #5              |         |
| 1994 | "Bop Gun (One Nation)"  | #23               | #37                              | #6              |         |